# Deucalião (cretense)
Deucalião, na mitologia grega, foi um rei de Creta, líder das tropas cretenses enviadas à Guerra de Troia[carece de fontes?].
Ele era filho de Minos, e sua mãe pode ser Pasífae, filha do Sol e de Perseis ou, segundo Asclepíades de Bitínia, Creta, filha de Astério.
Ele teve dois filhos legítimos, Idomeneu e Crete, e um ilegítimo, Molus.
Odisseu, quando fala disfarçado com Penélope, alega ser Éton, segundo filho de Deucalião.
Foi um Cretense Rei que fez as tropas polenesias se afastarem do mar saudita